# يوتلسات 9 بي
يوتلسات 9 بي هو قمر صناعي للاتصالات التجارية للشركة الأوروبية يوتلسات ومقرها باريس .
تم إطلاقه في 27 يناير 2016 في تمام الساعة 22:20 بالتوقيت العالمي على متن قاذفة بروتون إم من موقع إطلاق الصواريخ بايكونور نحو المدار الجغرافي الثابت. 
تم تجهيز القمر الصناعي بـ 60 وحدة إرسال مستجيب Ku-band ويقوم بتزويد التلفزيون من الموقع 9 ° شرقًا لأوروبا. أربعة من أجهزة الإرسال والاستجابة موجهة إقليميا. تم بناؤه على أساس حافلة الأقمار الصناعية Eurostar-3000 من Airbus Defense and Space ، وله عمر افتراضي مدته 15 عامًا.  تم طلبه في أكتوبر 2011.  بالإضافة إلى حمولة الاتصالات الخاصة به لـ Eutelsat ، يحمل أيضًا أول حمولة ترحيل البيانات لنظام الأقمار الصناعية لترحيل البيانات الأوروبي ( EDRS ). يُنفذ نظام EDRS ، من خلال شراكة بين القطاعين العام والخاص بين Astrium ووكالة الفضاء الأوروبية ( ESA ) ، اتصال ترحيل البيانات ثنائي الاتجاه بين سواتل رصد الأرض الأرضية وقطاعها الأرضي بمعدلات نقل عالية للغاية من خلال سواتل الاتصالات الثابتة المدار. 